# Грязновська
Грязно́вська (рос. Грязновская) — селище у складі Богдановицького міського округу Свердловської області.
Населення — 104 особи (2010, 130 у 2002).
Національний склад станом на 2002 рік: росіяни — 93 %.